# Hugo-Gerbers-Hütte
Die Hugo-Gerbers-Hütte, auch Hochkreuz-Hütte, ist eine Schutzhütte des Österreichischen Gebirgsvereins des ÖAV in der Kreuzeckgruppe.

## Lage
Die Hütte liegt auf einer Höhe von 2347 m ü. A. oberhalb der Zwickenberger Ochsenalm unter der Kreuzlscharte im Gemeindegebiet von Oberdrauburg. Der Kreuzeck-Höhenweg führt an der Hütte vorbei.

## Geschichte
Die Hugo-Gerbers-Hütte wurde in den Jahren 1909 bis 1910 erbaut und am 1. August 1910 feierlich eröffnet. Sie ist nach Hugo Gerbers (1845–1918), dem Gründer des Niederösterreichischen Gebirgsvereins (seit 1904 Österreichischer Gebirgsverein) benannt. Baumeister der Hütte war Veit Bernhard Oweger aus Zwickenberg, der Baugrund wurde von der Almgenossenschaft „Ochsenalp“ in Zwickenberg zur Verfügung gestellt, ebenso das Bau- und Brennholz. Von 1959 bis 1968 war die Hütte unbewirtschaftet, bis sie der Engländer Philip Tallantire vor dem Verfall rettete. Die Hütte wird seit 1988 in den Sommermonaten von ehrenamtlichen Vereinsmitgliedern bewartet.

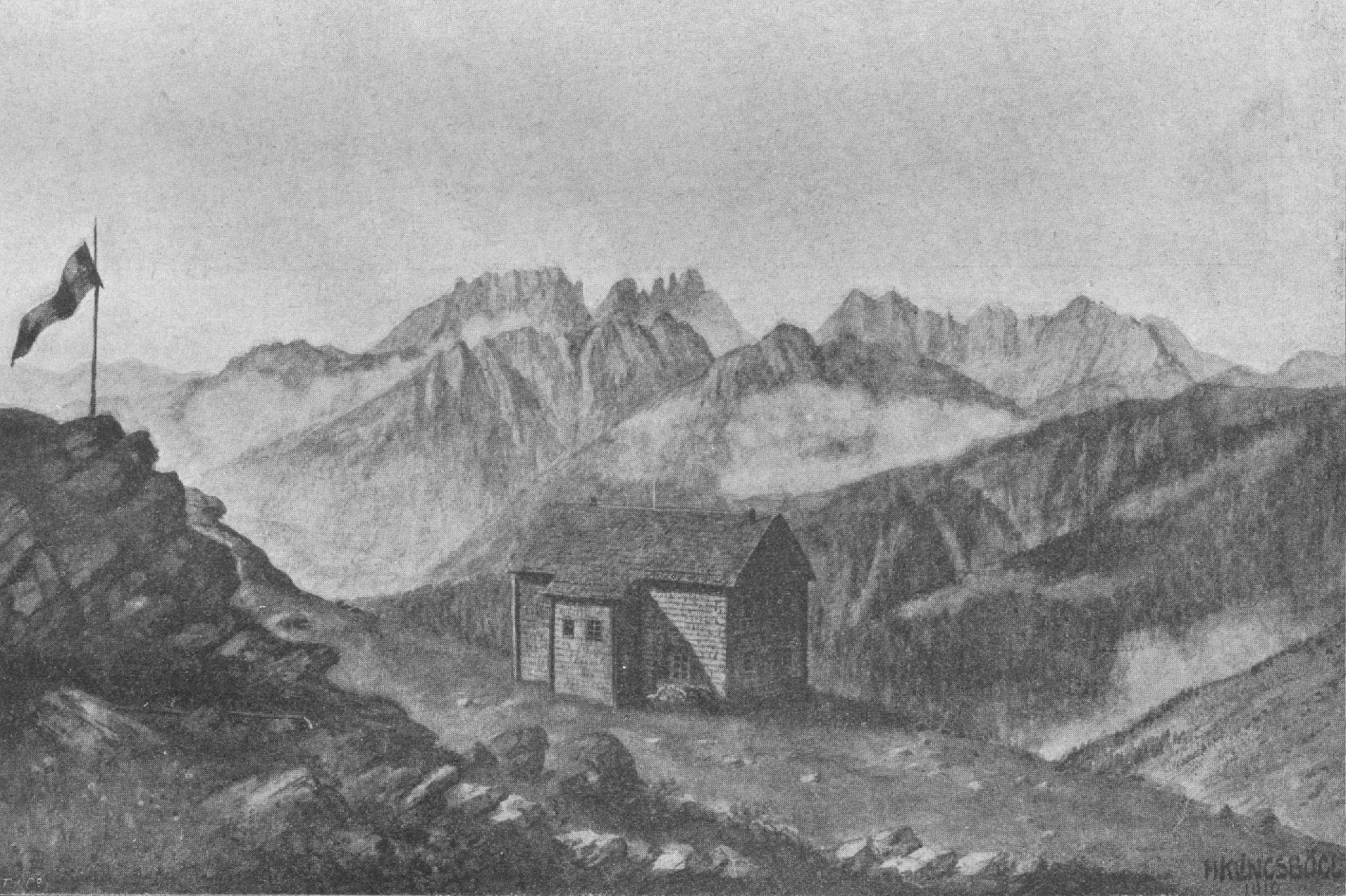
Druck nach einem Aquarell von Hermann Klingsbögl aus dem Jahre 1910: Rückseite der Hütte gegen Karnischen Hauptkamm

## Wege

### Zustiege
- von der Leppener Alm (1580 m), Gehzeit 2 Stunden
- von Oberdrauburg (629 m), Gehzeit 5½ Stunden
- von der Weneberger Alm (1806 m), Gehzeit 2 Stunden
- von Zwickenberg-Strieden (1230 m), Gehzeit 3½ Stunden
- von Rangersdorf/Lamnitz (864 m), Gehzeit 6½ Stunden

### Gipfelbesteigungen
- Hochkreuz (2708 m), Gehzeit 3 Stunden
- Kreuzelhöhe (2623 m), Gehzeit 1 Stunde
- Scharnik (2655 m), Gehzeit 2 Stunden
- Roter Peil (2505 m), Gehzeit ¾ Stunde
- Ziehtenkopf (2483 m), Gehzeit 3 Stunden

### Übergänge

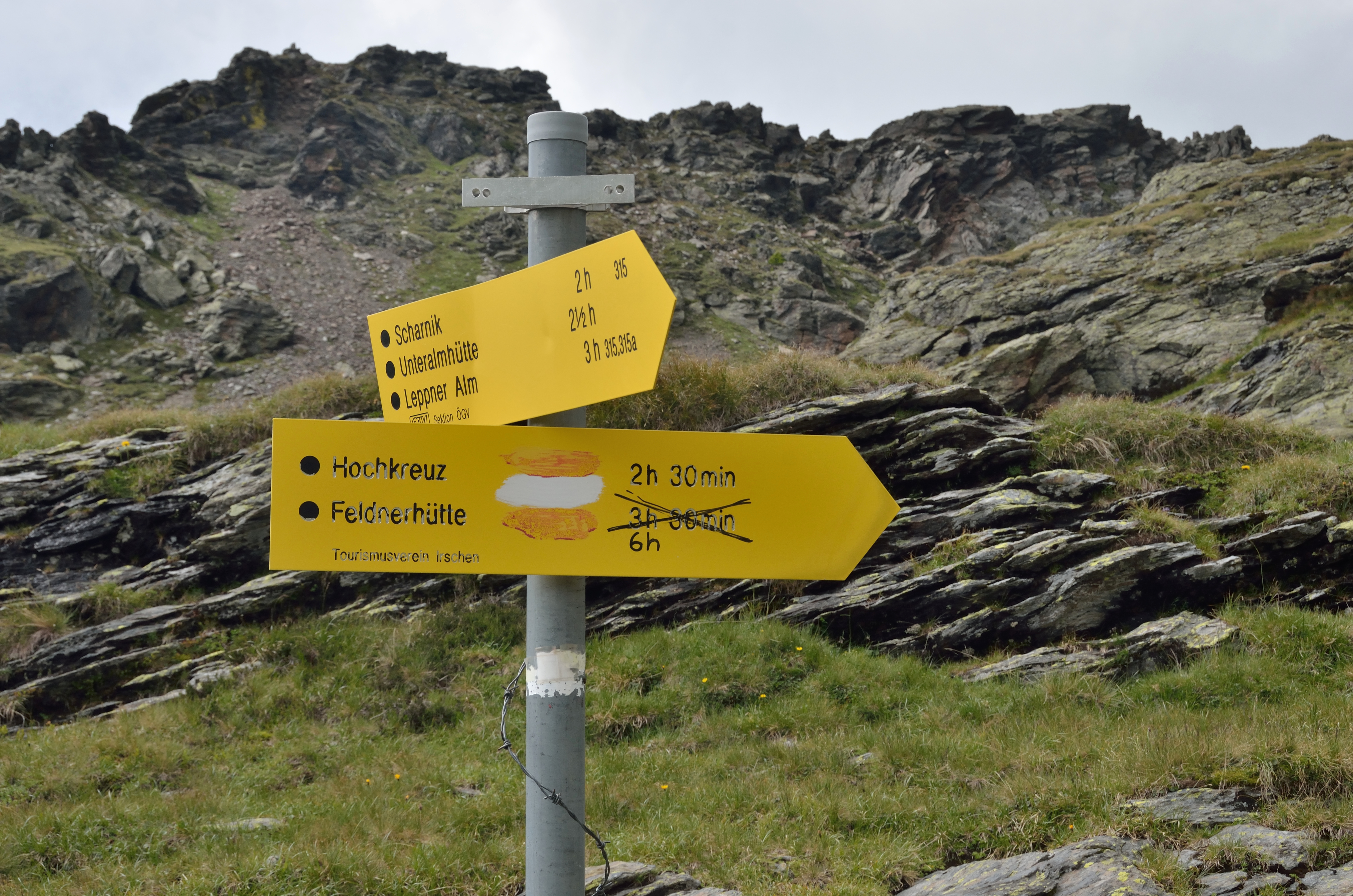
Knapp vor der Hugo-Gerbers-Hütte

- Feldnerhütte (2182 m), Gehzeit 6 Stunden
- Anna-Schutzhaus (1992 m), Gehzeit 6 Stunden